# Теорема Вика (в квантовой электродинамике)
Теорема Вика (в квантовой электродинамике) — утверждение, позволяющее вычислять элементы {\displaystyle S} — матрицы в {\displaystyle n} порядке теории возмущений. 
Теорема Вика была сформулирована и доказана Д. Виком в 1950 г. 

## Формулировка
Теорема Вика утверждает, что среднее по вакууму от любого числа бозонных операторов равно сумме произведений всех возможных попарных средних этих операторов. При этом в каждой паре множители должны стоять в той же последовательности, что и в исходном произведении. Для фермионных операторов каждый член суммы входит со знаком плюс или минус в зависимости от того, чётно или нечётно число перестановок, необходимое для того, чтобы поставить рядом все усредняемые операторы.

## Доказательство
Определим как нормальное произведение нескольких операторов {\displaystyle N(AB...YZ)}, в котором все операторы рождения стоят слева от операторов уничтожения, а знак плюс или минус зависит от того, чётная или нечётная перестановка фермиевских операторов приводит к такому виду произведения. Определим, как удвоенное, произведение двух операторов {\displaystyle A^{*}B^{*}=T(AB)-N(AB)}. Теорема Вика утверждает, что хронологическое произведение любого числа операторов можно представить в виде суммы нормальных произведений со всеми возможными удвоениями 
{\displaystyle T(AB\ldots YZ)=N(AB\ldots YZ)+N(A^{*}B^{*}CD\ldots YZ)+N(A^{*}BC^{*}D\ldots YZ)+\ldots +N(A^{*}B^{**}C^{***}D\ldots X^{*}Y^{**}Z^{***}).}
Таким образом, хронологическое произведение операторов равно нормальному произведению, плюс сумма нормальных произведений с одним удвоением, где пара должна быть выбрана всеми возможными способами, плюс сумма нормальных произведений с двумя удвоениями, где две пары удвоения должны быть выбраны всеми возможными способами и т. д. Для того, чтобы преобразовать хронологическое произведение в нормальное, надо все операторы рождения переставить с операторами уничтожения, стоящими перед ними. При этом получается формула указанного выше вида. В неё будут входить удвоения только тех операторов, у которых порядок в хронологическом произведении отличается от порядка в нормальном произведении. Так как удвоения операторов, для которых оба порядка равносильны, равны нулю, можно считать, что в правой части формулы входят нормальные произведения со всеми возможными удвоениями.